# Ixora greenwoodiana
Ixora greenwoodiana är en måreväxtart som beskrevs av Albert Charles Smith. Ixora greenwoodiana ingår i släktet Ixora och familjen måreväxter. Inga underarter finns listade i Catalogue of Life.